# La molinara
La molinara je hudební komedie o třech dějstvích italského skladatele Giovanniho Paisiella na libreto Giuseppe Palomby.

## Historie
První nastudování pod původním názvem L'amor contrastato měla opera v neapolském divadle dei Fiorentini  na podzim roku 1788. Opera měla okamžitě veliký úspěch a tak je tomu dnes, jak v Itálii, tak v dalších zemích za Alpami, spíše však pod alternativním názvem La molinara.
Opera, která patří mezi nejznámější díla Giovanniho Paisiella, vypráví milostný příběh krásné mlynářky. Nejslavnější je árie Nel cor più non mi sento ze 3. jednání, kterou později oživili ještě další skladatelé, např. Ludwig van Beethoven (6 variací), který si ji slyšel v roce 1795 v Burgtheateru ve Vídni, či Niccolò Paganini (Capriccio G dur).
Text árie
| „ | Nel cor più non mi sento brillar la gioventù; cagion del mio tormento, amor, sei colpa tu. Mi pizzichi, mi stuzzichi, mi pungichi, mi mastichi; che cosa è questo ahimè? Pietà, pietà, pietà! Amore è un certo che, che disperar mi fa. | V srdci svém již necítím svého mládí lesk; ty, lásko jsi toho příčinou, že mne trápí stesk. Ty mne štípeš, ty mne lechtáš, Ty mne bodáš, ty mne hněteš; co to všechno znamená? Měj přece slitování! Láska skýtá pouze jistotu, mého soužení a trápení. | “ |

V českých zemích hrála Paisiellovu Mlynářku poprvé na podzim roku 1791 společnost Domenica Guardasoniho (která zde ve stejné době uvedla premiéru Mozartovy opera La clemenza di Tito); k této příležitosti bylo v Praze vydáno i libreto. Již 30. listopadu 1791 se hrála také v brněnském městském divadle, a to v německém překladu Christopha Friedricha Bretznera pod názvem Die schöne Müllerin oder: Die Launen der Liebe.

## Provedení v moderní době
První nastudování ve 20. století včetně nahrávky Krásné mlynářky se uskutečnila v roce 1959 ve Dvorním divadle královského paláce v Neapoli pod vedením Franca Caracciola v nastudování Komorního orchestru „Alessandro Scarlatti“ s Graziellou Sciuttiovou a Sestem Bruscantinim. Další představení se konala v roce 1962 ve Florencii, v roce 1987 v Palermu a v letech 1996 a 2000 v Bologni, kdy orchestr boloňského Městského divadla řídil Ivor Bolton.